# Janusz Gajos

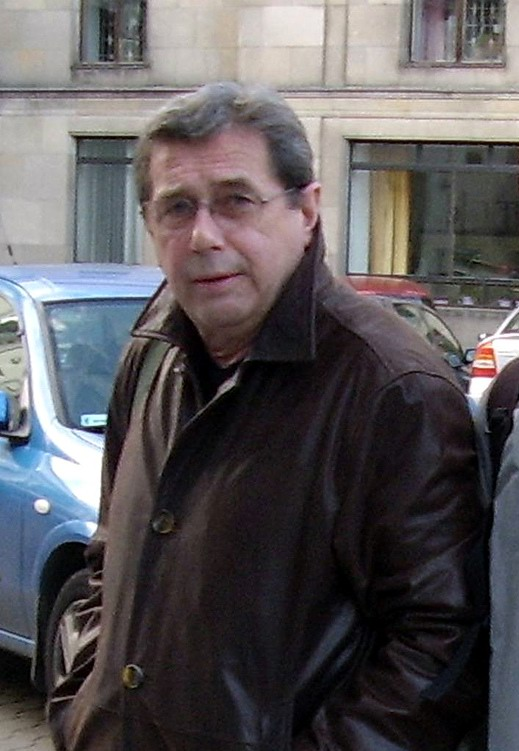
Janusz Gajos (2007)

Janusz Gajos (* 23. September 1939 in Dąbrowa Górnicza) ist ein polnischer Schauspieler.

## Leben
Gajos ist einer der bedeutendsten Theater- und Filmschauspieler Polens. Seine Ausbildung erhielt er an der Filmhochschule Łódź. Seit 1964 spielte er in zahlreichen Film- und Fernseh-Produktionen mit. Große Popularität erlangte er nicht zuletzt durch die Rolle des Jan „Janek“ Kos in der polnischen Fernsehserie Vier Panzersoldaten und ein Hund.
Im Jahr 1980 drehte er seinen ersten Film mit Andrzej Wajda: Der Dirigent. Dieser Film wurde auch auf der Berlinale ausgezeichnet und Gajos spielte hier neben Sir John Gielgud und Andrzej Seweryn. Ein Jahr später spielte er in Wajdas Der Mann aus Eisen an der Seite von Krystyna Janda.
Einer seiner größten Erfolge war der Film Verhör einer Frau von Ryszard Bugajski von 1982, der allerdings zunächst verboten war und erst nach der politischen Wende in Polen 1989 uraufgeführt und beim Filmfestival in Cannes ausgezeichnet wurde.
Mit Krzysztof Kieślowski drehte er Dekalog, Vier aus der Dekalog-Reihe Kieślowskis und den zweiten Teil der Drei-Farben-Trilogie. Für seine Rolle des Roman Wyskocz in Jacek Bromskis Action-Drama To ja, złodziej (2000) erhielt er 2001 und 2010 den Polnischen Filmpreis als Bester Nebendarsteller und 2007 für Jasminum den Polnischen Filmpreis als Bester Hauptdarsteller.

## Filmografie (Auswahl)
- 1966–1970: Vier Panzersoldaten und ein Hund (Czterej pancerni i pies) (TV-Serie, 21 Folgen)
- 1967: Der Stall am Salvator (Stajnia na salvatorze)
- 1977: Der Millionär (Milioner)
- 1980: Der Dirigent (Dyrygent)
- 1981: Der Mann aus Eisen (Człowiek z żelaza)
- 1982: Verhör einer Frau (Przesłuchanie)
- 1984: Ein Jahr der ruhenden Sonne (Rok spokojnego slonca)
- 1990: Dekalog, Vier (Dekalog, cztery)
- 1990: Flucht aus dem Kino „Freiheit“ (Ucieczka z kina „wolnosc“)
- 1992: Hunde (Psy)
- 1992: Schuldlos schuldig (Coupable d‘innocence)
- 1994: Drei Farben: Weiß (Trzy kolory: Biały)
- 1995: Aquarium (Akwarium)
- 2001: Weiser
- 2002: Chopin – Sehnsucht nach Liebe (Chopin. Pragnienie miłości)
- 2014: Bürger (Obywatel)
- 2015: Body
- 2018: Kler
- 2018: Kammerdiener

Synchronisation
- 1994: D’Artagnans Tochter als D’Artagnan
- 2002: Der Schatzplanet als John Silver

## Wichtige Arbeiten am Theater
- 1967: Mit Feuer und Schwert nach Henryk Sienkiewicz am Theater in Łódź – Regie: Feliks Żukowski
- 1969: Die Hochzeitsfeier von Stanisław Wyspiański am Theater in Łódź – Regie: Jerzy Grzegorzewski
- 1972: Wie es euch gefällt von William Shakespeare am Polnischen Theater in Warschau – Regie: Krystyna Meissner
- 1977: Dame und Husar von Aleksander Fredro am Theater Kwadrat in Warschau – Regie: Edward Dziewoński
- 1981: Tartuffe von Molière am Dramatischen Theater in Warschau – Regie: Marek Walczewski
- 1983: Die Hochzeit des Figaro von Pierre Beaumarchais am Dramatischen Theater in Warschau – Regie: Witold Skaruch
- 1985: Baal von Bertolt Brecht am Theater Powszechny in Warschau – Regie: Piotr Cieślak
- 1989: Onkel Wanja von Anton P. Tschechow am Theater Powszechny in Warschau – Regie: Rudolf Zioło
- 1991: Warten auf Godot von Samuel Beckett Tourneetheaterproduktion – Regie: Antoni Libera
- 1996: Macbeth von William Shakespeare am Theater Powszechny in Warschau – Regie: Mariusz Treliński
- 2002: Der Revisor von Nikolai Gogol am Dramatischen Theater in Warschau – Regie: Andrzej Domalik
- 2004: Tod eines Handlungsreisenden von Arthur Miller am Nationaltheater in Warschau – Regie: Kazimierz Kutz